# Batalla de Ostrach (1799)
La batalla de Ostrach, también llamada la batalla por Ostrach, ocurrió el 20 y 21 de marzo de 1799. Fue la primera batalla de la Guerra de la Segunda Coalición fuera de Italia. La batalla resultó en la victoria de las fuerzas austríacas, bajo el mando del Archiduque Carlos, sobre las fuerzas francesas, al mando de Jean-Baptiste Jourdan.
La batalla ocurrió durante la Semana Santa de 1799, en medio de la lluvia y de una densa niebla. En un principio, los franceses pudieron tomar y mantener Ostrach y la aldea cercana de Hoßkirch, además de varios puntos estratégicos en el pantano de Ostrach. Cuando comenzó el enfrentamiento, la superioridad numérica de los Habsburgo superó por mucho a las defensas francesas. Por la noche, el ala izquierda francesa estaba flanqueada y los hombres de Jourdan se retiraron de Ostrach a las alturas de Pfullendorf. A la mañana siguiente, cuando Jourdan planeaba un contraataque, cambió el clima, disipándose la niebla, dejándole observar hacia abajo la formación de batalla austriaca. El número y la disposición de los austriacos lo convencieron de que cualquier ataque sería inútil y que no podía esperar mantener su posición en las alturas. Por lo que decidió retirarse, sin embargo, mientras lo hacía, una parte de su flanco derecho quedó aislada de la fuerza principal..
Aunque hubo bajas en ambos bandos, los austriacos tenían una fuerza de combate significativamente mayor, tanto en el campo de batalla en Ostrach, como a lo largo de una línea entre el lago de Constanza y Ulm. Las bajas francesas ascendieron al ocho por ciento de la fuerza y las austriacas, aproximadamente al cuatro por ciento. Los franceses se retiraron a Engen y Stockach, donde pocos días después los ejércitos volvieron a enfrentarse, esta vez con mayores pérdidas en ambos bandos, y una nueva victoria austriaca.

## Antecedentes
En un principio, los gobernantes de Europa, como José II, emperador del Sacro Imperio Romano Germánico, vieron la revolución en Francia como un evento entre el rey francés y sus súbditos, y no como algo en lo que debían interferir. Sin embargo, a medida que la retórica se hizo más estridente, las otras monarquías comenzaron a ver los acontecimientos con alarma. En 1790, Leopoldo sucedió a su hermano José como emperador y en 1791, observaba con preocupación la situación que rodeaba a su hermana, María Antonieta, y a sus hijos. En agosto de 1791, en consulta con los nobles émigré franceses y Federico Guillermo II de Prusia, se emitió la Declaración de Pillnitz, en la que declaraban que el interés de los monarcas de Europa eran los mismos que los de Luis y su familia. Amenazaron con que habría consecuencias si algo le sucedía a la familia real, estas consecuencias eran ambiguas, pero se destacaba que serían graves.
La posición francesa se volvió cada vez más compleja. Agravando aún más los problemas en las relaciones internacionales, los émigrés franceses continuaron moviéndose para lograr una contrarrevolución desde el extranjero. Entre los principales se encontraban el Príncipe de Condé, su hijo, el Duque de Bourbon, y su nieto, el Duque de Enghien. Desde su base en Coblenza, adyacente a la frontera franco-alemana, buscaron el apoyo directo de las casas reales de Europa para concretar una intervención militar, formando así un ejército
El 20 de abril de 1792, la Convención Nacional francesa declaró la guerra a Austria. En esta Guerra de la Primera Coalición (1792-1798), Francia se enfrentó a la mayoría de los estados europeos con los que compartía fronteras terrestres o marítimas, además de Portugal y el Imperio Otomano. A pesar de que las fuerzas de la Coalición lograron varias victorias en Verdún, Kaiserslautern, Neerwinden, Mainz, Amberg y Würzburg, los esfuerzos de Napoleón Bonaparte en el norte de Italia hicieron retroceder a las fuerzas austriacas y dieron como resultado la negociación de la Paz de Leoben (17 de abril de 1797) y el posterior Tratado de Campo Formio (octubre de 1797).
El tratado convocó a reuniones a las partes involucradas, para resolver los detalles territoriales y remunerativos exactos. Estos iban a ser convocados en una pequeña ciudad en el centro de Renania, Rastatt, cerca de la frontera francesa. Los principales combatientes de la Primera Coalición, Francia y Austria, sospechaban de los motivos del uno y del otro, haciendo que el Congreso se descarrile rápidamente en irreconciliables posturas diplomáticas. Los franceses exigieron más territorio de lo acordado originalmente. Los austríacos eran reticentes a ceder los territorios designados. Los delegados de Rastatt no pudieron, o no quisieron, manejar la transferencia de los territorios acordados para compensar las perdidas de los príncipes alemanes. Fernando de Nápoles se negó a pagar el tributo acordado a Francia, y sus súbditos siguieron esta negativa con una rebelión. Los franceses invadieron Nápoles y establecieron la República Partenopea. Un levantamiento republicano en los cantones suizos, alentada por la República Francesa que ofreció apoyo militar, condujo al derrocamiento de la Confederación Suiza y al establecimiento de la República Helvética.
Otros factores contribuyeron al aumento de las tensiones. En su camino a Egipto en 1798, Napoleón se detuvo en la isla de Malta y sacó por la fuerza a los Hospitalarios de sus posesiones. Esto enfureció a Pablo, zar de Rusia, quien era el jefe honorario de la Orden. Además, el Directorio francés estaba convencido de que los austriacos estaban conspirando para iniciar otra guerra. De hecho, cuanto más débil parecía la República Francesa, más seriamente los austriacos, los napolitanos, los rusos y los ingleses discutían esta posibilidad.

## Preludio
El archiduque Carlos de Austria había tomado el mando del ejército a finales de enero. A pesar de que estaba descontento con la estrategia planteada por su hermano, el emperador del Sacro Imperio Romano Germánico Francisco II, accedió en seguir este plan menos ambicioso que habían acordado Francisco y el Concejo Áulico: Austria libraría una guerra defensiva y mantendría una línea de defensa continua desde el Danubio hasta el Norte de Italia. El archiduque se había colocado en Friedberg durante el invierno, a 8 km del este-sureste de Augsburgo. El ejército ya estaba asentado en acantonamientos en los alrededores de Augsburgo, extendiéndose hacia el sur a lo largo del río Lech.
Cuando llegó el invierno en 1799, el 1 de marzo, el general Jean-Baptiste Jourdan y su ejército de 25.000 hombres, el llamado Ejército del Danubio, cruzaron el Rin en Kehl. Con la instrucción de bloquear el acceso de los austríacos a los pasos alpinos suizos, el Ejército del Danubio aislaría a los ejércitos de la Coalición en Alemania de sus aliados en el norte de Italia, y evitaría que se ayudaran unos a otros; además, si los franceses tenían los pasos interiores en Suiza, podrían usar las rutas para mover sus propias fuerzas entre los dos escenarios. El Ejército del Danubio, encontrando poca resistencia, avanzó a través de la Selva Negra en tres columnas, a través del Höllental (valle de Hölle), a través de Oberkirch y Freudenstadt, y una cuarta columna avanzó a lo largo de la orilla norte del Rin. A pesar de que habría sido más aconsejable que estableciera una posición en la ladera oriental de las montañas, pero Jourdan no lo hizo. En cambio, empujó a través de la llanura del Danubio y tomó posición entre Rottweil y Tuttlingen, y finalmente avanzó hacia la ciudad imperial de Pfullendorf en la Suabia Superior.

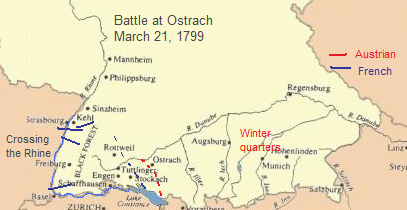
Las tropas francesas pasaron el invierno en Francia y cruzaron el Rin, avanzando hacia Ostrach en marzo de 1799; Las tropas austriacas pasaron el invierno en Baviera, cruzaron el Lech y se acercaron a Ostrach desde el este.

Las noticias del avance francés a través del Rin tardaron tres días en llegar a Carlos en Augsburgo. El Vorhut (vanguardia) austriaco, de 17.000 hombres bajo el mando del mariscal de campo Friedrich Joseph, conde de Nauendorf, cruzaron el Lech en tres columnas; la primera en Babenhausen, marchando en dirección a Biberach; la segunda y más fuerte, en Memmingen, marchando en dirección a Waldsee; y la tercera en Leutkirch, en dirección a Ravensburg. La fuerza principal de 53.000 hombres, bajo el mando del Archiduque, cruzó el Lech por Augsburgo, Landsberg y Schongau, y seis batallones de 6.600 hombres cruzaron el Danubio en Ulm. Una fuerza adicional de 13.000 soldados bajo el mando del teniente mariscal de campo Anton Sztáray marchó hacia Neumarkt en dirección a Rednitz. Finalmente, 10.000 hombres bajo el mando del general Friedrich Freiherr von Hotze marcharon hacia el norte desde Feldkirch en Suiza, pero no llegaron a tiempo para participar ni en la batalla de Ostrach ni en la batalla posterior de Stockach.

### Lugar
Ostrach era un pueblo pequeño, con una población de 300 habitantes. El pueblo pertenecía a la abadía imperial cisterciense de Salem, un territorio eclesiástico rico e influyente en el lago de Constanza. El pueblo se dedicaba en gran parte a la agricultura, aunque un tramo de la carretera de correos imperial lo conectaba con Pfullendorf. Una llanura ancha, plana, pantanosa en algunos lugares, se extendía entre la base de las alturas de Pfullendorf y el pueblo; bajas colinas rodeaban el valle, que estaba formado por un pequeño arroyo del que el pueblo toma su nombre. El propio Ostrach se encuentra casi en el extremo norte de esta llanura, pero ligeramente al sur del Danubio. Los dos ejércitos se enfrentaron en este pequeño valle, el cual, en esa época del año, estaba muy empapado.

### Disposiciones tácticas
El 7 de marzo, los primeros soldados austríacos llegaron a Ostrach.  La vanguardia francesa llegó el 9 de marzo, al mando del general François Joseph Lefebvre; en la línea de avanzada, la 25.ª Demi-brigada y la Infantería Ligera se posicionaron entre Ostrach y Hoßkirch; Lefebvre también tenía tres batallones de cada una de las Demi-Brigadas 53 y 67 de infantería ligera, veinte escuadrones de húsares, cazadores y dragones, y piezas de artillería de campaña. El 12 de marzo, el pueblo y las granjas circundantes estaban llenas de Lanceros (Ulanen) y Húsares (Hussaren) y para el 17 de marzo, la vanguardia austríaca había establecido puestos de avanzada en Bochov, Altshausen y Waldsee. El resto del ejército de Carlos, en este punto ya casi de 110.000 hombres, se había establecido a lo largo de una línea desde Ulm hasta el lago Constanza.
El 18 de marzo, Jourdan estableció su cuartel general en Pfullendorf, en las alturas sobre Ostrach. Frente a él estaba la mayor parte de su caballería y la mitad de su infantería. El centro, que incluía el 4.º Regimiento de Húsares, el 1.º de Chasseurs à Cheval y dos escuadrones del 17.º de Dragones, se encontraba detrás de Ostrach, bajo el mando del general Klein. Jourdan los distribuyó en tres columnas, la más fuerte en la carretera de correos de Saulgau, otra en la carretera en dirección a Altshausen y una tercera en la aldea de Friedberg.
El flanco de la división de Lefebvre, con 7.000 hombres, comandado por Laurent Saint-Cyr se extendía hasta el Danubio. Cuando comenzaron las escaramuzas, Vandamme todavía estaba en los alrededores de Stuttgart, con 3.000 hombres, buscando en vano fuerzas austriacas que pudieran estar estacionadas allí, haciendo que no participe en la batalla. El extremo derecho, bajo el mando de Ferino, se inclinaba hacia el sur desde Pfullendorf hasta el lago de Constanza. La reserva de caballería de 3.000 al mando del general Jean-Joseph Ange d'Hautpoul incluía un batallón de la 53.ª Demi-Brigada, y esperaba cercana a la columna en los alrededores de Pfullendorf.

## Batalla
Jourdan consideraba que su posición era superior a la de los austríacos, pues estaba protegido por la llanura pantanosa que había entre sus posiciones y el frente austríaco, y pensó que tenía otros tres días para consolidar sus posiciones. Sus fuerzas ocuparon Hoßkirch, y un par de otros puntos que consideraba estratégicos: la calzada (carretera de correos) que pasaba por Saulgau (hoy Bad Saulgau), el pueblo de Altshausen a 11 kilómetros al este, y la aldea de Friedberg, a 5 kilómetros al noreste de Ostrach. Estas posiciones crearon un perímetro alrededor de Ostrach. Jourdan desconocía que el Archiduque había llegado por marchas forzadas desde Augsburgo a las proximidades de Ostrach; pues pensaba que la fuerza principal del ejército de Carlos estaba todavía al menos a tres días de marcha. A mediados de la Semana Santa de 1799, más de un tercio del ejército de Carlos, 48.000 tropas mixtas, se colocaron en una formación paralela a la de Jourdan, y sus 72.000 tropas restantes se dispusieron con el ala izquierda en Kempten, el centro cerca de Memmingen, y el flanco derecho se extendía hasta Ulm.

### Escaramuzas
Cuando los ejércitos se formaron en sus posiciones, los flancos y los puestos avanzados se encontraron en varias escaramuzas; de hecho, habían tenido escaramuzas durante siete días, hasta el 19 de marzo, cuando los puestos de avanzada de ambos ejércitos casi se superpusieron. En el ala derecha, los hombres del general Ferino se encontraron con una columna austríaca de infantería voluntaria y algo de caballería ligera de uno de los regimientos de húsares fronterizos, tomando a 70 y 80 prisioneros, respectivamente, incluidos varios oficiales. Todo esto sucedió sin que los austriacos supieran que había una declaración oficial de guerra. El 20 de marzo, un emisario francés llegó al campamento del príncipe Schwarzenberg, un mayor general al mando de una brigada de vanguardia. El emisario le preguntó si poseía una declaración de guerra de Viena, y al ser informado de que Schwarzenberg no había recibido tal declaración, le informó que el armisticio establecido en Campo Formio había terminado y que existía entre Francia y Austria un estado de guerra. Según los informes, el general Jourdan inició un ataque general cuando el emisario se fue, aunque otras fuentes no confirman la magnitud del ataque.
Inicialmente, la fuerza de la vanguardia francesa empujó la delantera del ala derecha austriaca a Saulgau y Ratzenreute, 6.2 kilómetros al este de Ostrach, empujando al ejército principal austríaco contra el río Schussen. La brigada mixta de infantería, de infantería ligera y de caballería de Jean Victor Tharreau se encontró con los austriacos en Barendorf y los obligó a ceder el terreno; De inmediato, Carlos envió refuerzos y los austriacos recuperaron lo que habían perdido.
En el centro de la línea francesa, en Hoßkirch, a 3 kilómetros al este-sureste de Ostrach, la columna del general Lefebvre atacó a los austriacos en una acción que duró casi todo el día. La línea austríaca incluía varios experimentados regimientos de Grenzer, los Húsares Vecsy y algunos lanceros; Aunque el asalto inicial de Lefebvre causó confusión en las filas austriacas, los Lanceros contraatacaron con ferocidad y, junto con los Grenzer y los Húsares, persiguieron a los franceses a lo largo del valle del río Ostrach y cortaron cuatro escuadrones del 8.º Regimiento de Chasseurs à Cheval. La columna de Lefebvre fue expulsada de la aldea por los austriacos, que tenían cuatro batallones, 1200 caballos y seis cañones. Después de traer refuerzos adicionales: varia artillería ligera, Chasseurs à Cheval, Húsares y el 17.º Regimiento de Dragones, Lefebvre pudo tomar la aldea nuevamente. A las 5:00 del 21 de marzo, sin embargo, envió un mensaje a Jourdan, diciendo que los austríacos lo estaban atacando en todos los puestos y que debían contemplar que pronto habría un enfrentamiento general.

### Enfrentamiento general
Carlos había dividido su fuerza en columnas, y cerca de las 10:00, los austriacos atacaron enérgicamente, con asaltos simultáneos a múltiples posiciones. Las fuerzas de Nauendorf movieron 11 batallones y 20 escuadrones hacia la posición de Saint Cyr. Siguiendo detrás con la fuerza principal de la columna derecha, Fürstenberg tuvo pocas dificultades para empujar a los franceses fuera de Davidsweiler y avanzó en Ruppersweiler y Einhard 5 kilómetros al noroeste. Su fuerza presionó a la delgada línea de Saint Cyr, y toda la línea retrocedió lentamente, para mantener el contacto con sus flancos. La fuerza de Maximiliano, Conde de Merveldt, atacó el flanco izquierdo de Saint Cyr y continuó presionando la línea, haciendo que empiece a desmoronarse. Más al sur, Olivier, Conde de Wallis, tomó una columna de 18 batallones y 42 escuadrones y atacó la línea francesa del ayudante general François-Xavier Octavie Fontaine en Riedhausen, entre Ostrach y la columna de Ferino en Salem. En la maniobra, el fuego cruzado atrapó a las fuerzas francesas; en Riedhausen, incapaces de ponerse a cubierto, fueron derribados por ambos lados.
El propio Carlos tomó una columna principal a lo largo de la carretera principal, una calzada que pasaba por Saulgau, para atacar a Lefebvre en los puntos entre Hoßkirch y Ostrach. En este despliegue de fuerza, Carlos buscó desalojar el centro de la línea francesa de su posición en Ostrach, separando las alas del cuerpo principal de fuerza y superando a ambos por separado.
La convergencia de las dos columnas sobre los franceses en Ostrach demostró la ventaja que daba la superioridad numérica de los austriacos. Desde todos los ángulos, la fuerza austríaca amenazaba con aplastar a los franceses. Jourdan escribiría que sus hombres desaparecieron bajo una nube de abrigos rojos. Batallón tras batallón de austriacos se lanzaron contra las defensas francesas. A la última hora de la mañana, las tropas de Carlos empujaron a los franceses fuera de Hoßkirch y entraron en Ostrach, que los franceses casi perdieron, sin embargo aguantaron debido a que Jourdan les envió refuerzos. La feroz batalla se mantuvo hasta alrededor de las 16:00, cuando los franceses retrocedieron hacia Pfullendorf, por presión de la caballería austriaca. Una vez fuera de Ostrach, y establecidos en la carretera en Pfullendorf y sus alrededores, los franceses formaron un nuevo perímetro, reforzado por las reservas de Soulham, y explotaron la ventaja de la altitud desde donde podían disparar contra los atacantes austríacos. A pesar de esto, la estrategia de Carlos funcionó. La lejana ala derecha (la fuerza de Ferino), que aún no había sido atacada, retrocedió hasta la abadía de Salem, para mantener la comunicación con el centro francés.
En las alturas de Pfullendorf, la lucha comenzó de nuevo. Carlos envió dos fuertes columnas de ocho batallones cada una a través del río Ostrach. Los franceses dispararon contra los austríacos, que sufrieron grandes pérdidas, pero no cedieron el terreno. En la noche, Fürstenberg rompió la línea francesa hacia Einhard, flanqueando la fuerza principal de Jourdan y derrotando a Saint Cyr. Más al sur, Wallis amenazó con hacer lo mismo con Fontaine y Ferino. Cuando cayó la noche, terminó el primer día de lucha.

### Retirada
Mientras Jourdan estaba decidiendo si intentar o no otra incursión, la niebla se levantó y reveló la escena debajo de él. Él escribió más tarde,
"... Descubrimos una inmensa línea de caballería e infantería. Se puede decir, sin exagerar, que las tropas que se enfrentaron a nuestra vanguardia ascendieron a veinticinco mil hombres. Acabo de percibir la absoluta imposibilidad de oponer más resistencia a una fuerza tan superior, así como el peligro que amenazaba a la división, gracias a la ventaja que el enemigo había ganado en la izquierda. Por lo tanto, ordené al general Soult que retrocediera con la división al puesto antes de Pfulendorf [sic]."
Él estaba equivocado; los austríacos que se enfrentaron con la vanguardia francesa tenían un número aproximado de 50.000 hombres y estos constituían el cuerpo principal del ejército de Carlos, no su vanguardia. Por la noche, Carlos también había trasladado tropas adicionales para reanudar el ataque a las alturas de Pfullendorf al amanecer.
El 21 de marzo, a las 22:00 horas, Jourdan ordenó que los heridos fueran transportados a Schaffhausen en Suiza, vía Stockach. El ejército principal comenzó su propia retirada en la madrugada del 22 de marzo. La división de reserva de d'Hautpoul salió primero y retrocedió por Stockach hasta Emmingen ob Egg. De acuerdo a Jourdan, la retirada se produjo en perfecto orden, y fue apoyada en particular por una compañía de zapadores, que destruyeron puentes ante el fuego enemigo y luego lucharon como granaderos. Los austriacos flanquearon a las fuerzas de Saint Cyr en el flanco derecho y el general Ferino, en el punto más al sur, se retiró a Salem, para mantener la línea con el resto de la fuerza francesa. Cuando la primera división se retiró a Bodman, en el extremo norte de Überlingen, dedo del lago de Constanza, una parte de la fuerza fue rodeada y cortada por la 2.º brigada de lanceros de Carlos Felipe, príncipe de Schwarzenberg, y más de 500 personas fueron capturadas y hechas prisioneras.
Otras fuentes son menos optimistas en su evaluación sobre la retirada de Jourdan. Las fuerzas de Jourdan, especialmente en su flanco izquierdo, fueron severamente presionadas; la línea francesa se derrumbó sobre sí misma en ambos extremos mientras los soldados retrocedían. Un mensaje a París, informado más tarde en el Times, afirmaba que los movimientos franceses fueron revelados a los austriacos por un desertor, sin embargo,  hay algunas evidencias que dicen que este fue un intento falaz de Jourdan para explicar la aparente sorpresa con la que atacaron los austriacos. Un informe británico afirmó que dos caballos del comandante francés fueron derribados a tiros, pero el propio Jourdan informó que solo un caballo recibió un disparo, haciendo que él salga disparado y quedara aturdido en el suelo. A Lefebvre le alcanzó una bala de mosquete en la muñeca y tuvo que abandonar el campo; El mando de su división se le dio a Jean-de-Dieu Soult. Además, una parte considerable (las fuentes no saben cuántos) del ala derecha francesa (el cuerpo de Ferino) había sido separada del cuerpo principal, siendo capturados y hechos prisioneros. Por último, el general Friedrich Freiherr von Hotze se dirigía rápidamente hacia el norte con 10.000 hombres de Feldkirch y se preparaba para atacar al ejército de Jourdan desde el sur.

## Consecuencias
Finalmente, Jourdan se retiró a Messkirch (a veces escrito Mößkirch o Meßkirch), y cuando esa ciudad ya no era defendible, se retiró a Stockach, y luego nuevamente a Engen, empero escribió que los ejércitos estaban emparejados; El valor francés, escribió, venció a la servidumbre. Sus hombres habían tomado como prisioneros a muchos austríacos y sabía que muchos otros austríacos yacían muertos o heridos en el campo de batalla. Carlos había lanzado a su ejército con fuerza, sin embargo, los austriacos no persiguieron a los franceses; El fracaso de Carlos en perseguir a los franceses reafirmó la percepción de Jourdan de que su retirada no era provocada por una derrota, sino más bien que era una retirada estratégica. Jourdan, probablemente, no sabía que a Carlos se le había ordenado mantener una línea defensiva continua y ordenada con tropas al sur.
La propia evaluación de Jourdan no coincidió con la de sus superiores en París, quienes reconocieron que la pérdida del doce por ciento de su fuerza de combate, frente a menos del cuatro por ciento de las del adversario, no equivalía a un empate. Además, este primer intento de cortar el acceso de los austríacos al Rin Superior y al lago de Constanza no había tenido éxito. Hubo otras consideraciones importantes, principalmente el hecho de que Jourdan simplemente no tenía suficientes hombres para luchar en esta batalla, como tampoco las siguientes.

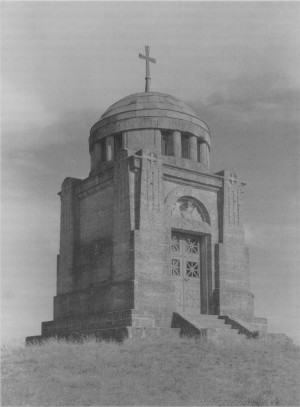
El arquitecto del monumento fue el conservador estatal de Hohenzollern, Wilhelm Friedrich Laur.

Por su parte, el Archiduque no presionó a sus tropas para perseguir y capturar al enemigo, ni siquiera para acosar su retirada. La lenta persecución de Carlos podría haberse debido a su propio descontento con la estrategia defensiva general que se propuso desde Viena y la indudable dificultad de la batalla en sí, llevada a cabo con tropas cansadas por una marcha forzada de 48 km, luchando bajo la lluvia, la niebla y en un terreno normalmente pantanoso que se había hecho más empapado por las fuertes lluvias de primavera y el deshielo. a pesar de esto, compensó con creces estas deficiencias en una semana. Cinco días después de la partida de Jourdan de Ostrach y Pfullendorf, los ejércitos continuaron enfrentándose en Stockach. Esta vez, el resultado no se podía debatir: el Ejército del Danubio no pudo controlar el territorio y se retiró a la Selva Negra.
La batalla en Ostrach fue difícil, como señaló Jourdan, debido en gran parte a la densa niebla y al terrible clima que obstaculizó la observación de los movimientos de su enemigo, pero parece ser que esta misma niebla, que no le permitió observar los movimientos austriacos, no obstaculizó de la misma manera a Carlos. Sin embargo, no se puede negar que la niebla y el clima lluvioso influyeron. A nivel local, en la húmeda noche del 20 de marzo, que fue Gründonnerstag, (alemán: Jueves Verde, o Jueves Santo), el Danubio se desbordó, inundando al pueblo de Ostrach. La inundación hizo que 300 civiles quedaran atrapados entre el fuego de ambos ejércitos; sabiendo lo que se les venía encima, estos se encerraron en sus sótanos, esperando lo mejor, mientras la batalla se encrudecía sobre ellos. Sorprendentemente, ninguno murió, aunque pasaron el domingo de Pascua cuidando a los heridos y ayudando a enterrar a los 4.000 soldados que murieron en la batalla.

## Monumento de batalla
Antes de 1903, una simple cruz de madera conmemoraba el lugar de la batalla, ubicado en el llamado Buchbuhl, una colina con vista al pueblo y las llanuras al sureste, donde se produjeron gran parte de los combates. En 1903, se erigió un monumento en honor a la batalla. En 1945, cuando las tropas francesas llegaron a la región, cerraron el monumento; el párroco local les animó a reabrirla, haciéndola una capilla.

### Periódicos
- "Engagements Between The Grand Armies of the Archduke and General Jourdan." The Times, Friday, 5 April 1799; pg. 2; col A.
- Excerpted from the Hamburgh Mail. "Private Correspondence", Hamburgh, 2 March 1799, reported in The Times, 8 April 1799, pg. 3; col A.
- (En alemán) Broda, Ruth. "Schlacht von Ostrach:" jährt sich zum 210. Mal – Feier am Wochenende. Wie ein Dorf zum Kriegsschauplatz wurde. In: Südkurier vom 13. Mai 2009.

- Datos: Q2237048
- Multimedia: Battle of Ostrach / Q2237048